# Староверхисское сельское поселение
Староверхисское се́льское поселе́ние — упразднённое муниципальное образование в Инсарском районе Мордовии Российской Федерации.
Административный центр — село Старые Верхиссы.

## История
Статус и границы сельского поселения установлены Законом Республики Мордовия от 28 декабря 2004 года № 119-З «Об установлении границ муниципальных образований Инсарского муниципального района, Инсарского муниципального района и наделении их статусом сельского поселения, городского поселения и муниципального района».
Законом от 17 мая 2018 года N 41-З Новлейское, Староверхисское, Яндовищенское сельские поселения и одноимённые сельсоветы были упразднены, а входившие в их состав населённые пункты были включены в состав новообразованного Нововерхисского сельского поселения и сельсовета с административным центром в селе Новые Верхиссы.

## Население
| 2002 | 2010 | 2012 | 2013 | 2014 | 2015 | 2016 |
| ---- | ---- | ---- | ---- | ---- | ---- | ---- |
| 501  | ↘392 | ↘371 | ↘354 | ↘342 | →342 | ↘333 |
| 2017 | 2018 | 2019 |      |      |      |      |
| ↘325 | ↘311 | ↘299 |      |      |      |      |

## Состав сельского поселения
| № | Населённый пункт | Тип населённого пункта       | Население |
| - | ---------------- | ---------------------------- | --------- |
| 1 | Новые Верхиссы   | село                         | ↘202      |
| 2 | Старые Верхиссы  | село, административный центр | ↘190      |